# Grímsvötn
Grimsvötn (Grímur's søer) er en isdækket sø (ca 5 * 3 km) ) og en vulkan beliggende i Nationalparken Vatnajökull, Suðurland i det sydøstlige Island. Vulkanen ligger i den vestlige del af gletsjeren Vatnajökull og er dækket af en iskappe. Søen ligger 1.450 meter over havet og under den er vulkanens magmakammer. Grimsvötn er en af de mest aktive vulkaner i Island.¨ På grund af den vulkanske aktivitet (varme kilder) stiger vandspejlet løbende ca 10-15 m pr år. Ca hvert 5' år (tidliere hvert 10' år da isen var tykkere) tømmes store mængder vand ud af søen, og der opstår jøkelløb (isl og eng: Jökulhlaup). Vandet løber under isen, og ud over den knapt 1000 km² store slette Skeiðarársandur mellem gletsjeren Vatnajökull og kysten.

## Vulkancentrerne
Grimsvötn ligger i én af Islands mest aktive vulkanske zoner. Den vulkanske zone er opstået, fordi Island er placeret oven på den midtatlantiske spredningsryg, som er det område, hvor den amerikanske lithosfæreplade og den eurasiske lithosfæreplade bevæger sig væk fra hinanden.
Under Vatnajökulls ca. 8300 km² store gletsjerskjold befinder der sig flere store vulkancentre. Bárðarbunga og Grímsvötn er de mest kendte af dem. I randen af centralvulkanens hovedcaldera ligger det 1.725 m høje bjerg Grímsfjall, som danner centralvulkanens højeste punkter.
Centralvulkanen består af forskellige calderaer og en gletsjer sø i hovedcalderaen, der på grund af af den geotermiske varmekilde i undergrunden ikke fryser til, men er dækket af et tykt lag gletsjer-is. Den nyeste forskning regner også Laki-kraterne til dette vulkansystem. Laki-sprækkerne havde i 1783-1784 et kraftigt udbrud, der havde klimatiske konsekvenser for hele hele kloden. Grímsvötn har et sprækkesystem som går diagonalt fra sydvest til nordøst, og det massive udbrud fra Laki 1783-84 er en del af det samme sprækkesystem. 1783 blev en stor del af Nordeuropa indhyllet i Laki's gassky. På Island medførte udbruddet at 50-80 procent af får, køer og heste omkom på grund af fluor-forgiftning fra aske og gas, og syreregnen ødelagde høhøsten, der igen førte til omfattende hungersnød, hvor cirka 25 procent af øens befolkning bukkede under. Grímsvötn havde også et udbrud på samme tidspunkt som Laki i 1783, men udbruddet på Grímsvötn uddøde først i 1785.
I nutiden udgør disse vulkaner ikke nogen reel trussel mod den islandske befolkning, men når de er i udbrud, stiger asken op i 10–20 km højde og kan udgøre en risiko for fly, i værste tilfælde kan et udbrud stoppe hele den nordatlantiske flytrafik.

## Typiske udbrud i nutiden
Ca. hvert hvert 10 år har vulkanen et udbrud. Der var små udbrud f.eks 1983 og 1998, hvorved der ved hvert udbrud blev produceret ca. 0,1 km³ tefra (aske), det store udbrud fra 1996 skete ved Gjálp, der ligger 10 km nord for Grímsvötn og regnes til det samme vulkansystem.
Grímsvötns udbrud begynder altid med en flere timers jordskælvsserie.
De mest aktive udbrudssteder er under isen på Grímsfjalls nordside på ca 30 m's vanddybde. Det handler altid om eksplosive udbrud, hvorved magmaen ved mødet med det vandet splittes til en finkornet aske. Damp-eksplosionerne slår hurtigt hul i den overliggende is. Udbrudssøjlen kan nå en højde af 10-14 km og asken kan fordele sig over hele landet; ganske vist var den samlede mængde i de sidste år før 2011 ringe.
De senere udbrud har de første to dage været kraftige, men har derefter aftaget. 1998 og 2004 var magmaopstrømningen de første to udbrudsdage 150-200 m3/s eller 500 t/s.
Udbruddene varer for det meste 1-2 uger, men der kan også være længere og kortere udbrud. Det højeste askenedfald sker de første to til fire dage.

## Udbruddene
Grímsvötn-vulkanens indtil nu kendte udbrud begyndte for ca. 8.230 år siden med et kraftigt eksplosivt udbrud. Det mest kendte effusive (udflydende dvs lava-) udbrud fra Laki-krateret i det 18. århundrede havde også forgængere i området. Forskerne har faslagt et udbrud af ukendt styrke som skete for ca. 4500 år siden. Der er også belæg for andre forhistoriske udbrud for ca. 3500, for ca. 2000 år og fra omkring 50 år efter vor tid.
Siden år 1000 har vulkanen ca. været i udbrud 2-3 gange i hvert århundrede. I det 17. århundrede steg udbrudstallet tydeligt, dog kan nye udbrud også lettere tidsbestemmes, blandt andet på grund af at vulkansk aske og lavalagene ikke er så meget overdækkes af andre lag. Grímsvötn havde også et udbrud på samme tidspunkt som det voldsomme udbrud af Laki i 1783, der forårsagede store skader.
En stor del af Grímsvötn-vulkanens ca. 60 kendte udbrud i de sidste 800 år er forløbet med korte udbrudsperioder i hovedcalderaen. Siden 1934 kender man også kraterets placering. Udbrudsstederne fra 1934, 1983 og 1998 befinder sig ca. på samme sted, under det vestlige Svíahnjúkur og under nordsiden af Grímsfjall på ca 30 m vanddybde. Bjergets nordside hæver sig stejlt 200-300 m over isdækket, der dækker den underliggende gletschersø. Bjergsiden består af palagonit og danner samtidig sydranden af Grímsvötns hovedkrater. Men udbrudsstedet fra 2004 befinder sig et andet stedt, nemlig i den sydvestlige del af gletsjersøen, ca. 2 km mod vest.

### 1934
Først 1934 kunne man i nær afstand iagtage de første udbrud, selvom man allerede i århundrerne før fra en lang afstand bemærkede askenedfaldet og udbrudssøjlen.

### 1996
1996 blev stumper af den islandske hovedringvej, en bro og to fag af en anden, skyllet bort ved et voldsomt jøkelløb fra søen Grímsvötn, forårsaget af vulkanen Gjálp, 10 km nord for Grímsvötn.
Smeltevandet fra Gjálp fyldte Grímsvötn (den isdækkede sø) så vand- og isstanden nåede hidtil uset højde. Alligevel gik der en måneds tid, før jøkelløbet kom. Efter i længere tid at have observeret smelte-søerne under isen, kunne den sydlige øst-vest-gående Hringvegur 1 afspærres i tide så ingen mennesker kom til skade. Udbruddet smeltede mellem 2 og 3 km3 vand og jøkelløbet nåede en mængde på 45.000 m³ vand pr sekund. Op til 10 meter høje isblokke blev skyllet med og lå efter jøkelløbet på smeltevandssletten Skeiðarársandur.

### 1998
Et udbrud som varede ca. en uge begyndte ved Grímsvötn den 28. december, men det resulterede ikke i noget jøkelløb. Vulkansk aske fra udbruddet forårsagede kun midlertidige problemer for flytrafikken til og fra Island.

### 2004
I november kom der et nyt udbrud som igen varede ca. en uge. Dette udbrud førte heller ikke til jøkelløb.

### 2011
I november 2010 måltes der øget aktivitet i vulkanen og Grimsvötns seneste udbrud begyndte den 21. maj 2011 kl. 19.25 (lokal tid). Der blev oprettet et lokalt flyveforbud på 220 km i alle retninger fra vulkanen. I løbet af kort tid var et areal på over 5000 km² dækket af et askelag på mellem en og fem centimeters tykkelse.
Tirsdag den 24. maj lå askeskyen i seks kilometers højde, og ca. 500 fly blev forsinket eller aflyst i Skotland og Skandinavien, på grund af askeskyen. Ifølge GEUS udsendte Grímsvötn de to først døgn 120 millioner ton aske ca. 20 km op i luften. Det er lige så meget aske, som Eyjafjallajökull udsendte under hele sit udbrud året før. Den 25. maj faldt udbruddets styrke og asken blev kun sendt op i 5-8 km højde. Lufthavnene i Bremen og Hamburg var den 25. maj lukket, – i Danmark var der samme dag ikke de store problemer, bortset fra i Sønderborg Lufthavn. Om morgenen den 26. maj ophørte vulkanen med at sende aske op i luften. Der kom kun vanddampe ud af krateret. Lørdag den 28. maj omkring klokken 7 endte udbruddet.
Udbruddet i Grimsvötn betegnes som 10 gange så kraftigt som udbruddet i Eyjafjallajökull 2010, der ellers var voldsomt nok til at lamme hele den europæiske flytrafik i næsten en uge. En af grundene var, at Grimsvötn udsendte mere grovkornede partikler, som derfor faldt hurtigere ned.

## Jøkelløb
Vulkanudbrud under gletsjerne medfører i reglen såkaldte jøkelløb. Udbrudene smelter så meget is at Grímsvötns caldera, der er omkring 15 km² stor, bliver fyldt med vand. Trykket fra vandet løfter isen, så store mængder vand på meget kort tid strømmer under isen. Ved gletsjerfronten danner det floder der løber mod havet. Derfor bliver der hele tiden holdt øje med Grímsvötns caldera.
Jøkelløb optræder også uden vulkansk medvirken. Hvor isen f.eks. afsnører en sidedal, dannes en isopdæmmet sø - men med almindelig frit vanspejl. Når der er vand nok, kan det løfte isen og oversvømmelse i dalen nedenfor følger lige efter.

## Bakterier i indsøerne
Sommeren 2004 fandt forskere bakterier i Grímsvötn indsøernes vand under gletsjeren. Det var første gang der er blevet fundet bakterier i indsøer under gletsjere. På grund af den geotermiske varme fryser indsøerne ikke, selvom der er mange meter gletsjeris over vandet. Bakterierne er også i stand til at overleve på små mængder af ilt.